# Mehdi Malkaj
Mehdi Malkaj, znany też jako Mehdi Malko (ur. 20 marca 1952 w Memaliaju) – albański aktor.

## Życiorys
W 1983 ukończył studia na wydziale sztuk scenicznych Instytutu Sztuk w Tiranie. W latach 1983–1992 pracował jako aktor Zespołu Estradowego Armii Albańskiej. W 1992 przeszedł do zespołu Państwowego Zespołu Estradowego (alb. Estrada e Shtetit), występował także na deskach Teatru Narodowego w Tiranie. W 1992 wystąpił w inscenizacji opery Księżniczka czardasza Imre Kálmána, wystawionej na scenie Teatru Opery i Baletu w Tiranie. W 2016 został uznany najlepszym aktorem na Międzynarodowym Festiwalu Monodramu w Peji. W 2020 był zaangażowany w ruch sprzeciwu artystów wobec zburzenia siedziby Teatru Narodowego w Tiranie.
W 1988 zadebiutował w filmie rolą Milo w obrazie Përrallë nga e kaluara. Zagrał w 15 filmach fabularnych.

## Role filmowe
- 1988: Përrallë nga e kaluara jako Milo
- 1990: Jeta në duart e tjetrit jako pijak
- 1990: Shpella e piratëvet jako ojciec Lolo
- 1992: Gjuetia e fundit jako Braho
- 1993: Qind për qind jako towarzysz Bajram
- 1994: Nekrologji jako ślepiec
- 1995: Plumbi prej plasteline jako sprzedawca
- 1995: Oreksi i madh
- 1996: Gjithe fajet i ka paraja
- 1996: Oktapodi
- 1997: Dashuri me krizma jako strażnik więzienny
- 1998: Nata
- 1999: Po vjen ai
- 2002: Njerez dhe Fate jako Xhemo
- 2005: Kush ma martoi vajzën
- 2005: Trapi i vjetër
- 2008: Ne dhe Lenini jako Emil Bregu
- 2010: Tingulli i heshtjes
- 2011: Ngushtë (film krótkometrażowy)
- 2016: Drejt Fundit
- 2019: Portreti i Pambaruar jako Hekuran
- 2020: Dilema e Ismailit